# Лепель
Ле́пель (бел. Лепель) — город на севере Беларуси, административный центр Лепельского района Витебской области.
Население — 16 895 человек (на 1 января 2025 года).

## География
Расположен на юго-восточном берегу Лепельского озера в 155 км от Минска и 110 км от Витебска. Через город протекают реки Улла и Эсса.

## Этимология
Свое название Лепель получил от озера, вблизи которого он расположен. Название озера сопоставляли с латышским leepa «липа», lehpa «кувшинка». Название могло быть оставлено ещё финноязычным населением до прихода балтов (сравните эстонское lepa «ольха», село Леппа в Эстонии или поселок Леплей в Мордовии, название которого с мокшанского переводится как «ольховый овраг»).

## Геральдика
Герб и флаг приняты решением Лепельского городского Совета депутатов от 24 сентября 2002 года № 116. Учреждены Указом Президента Республики Беларусь от 2 июня 2009 года № 277 и зарегистрированы в Государственном геральдическом регистре 4 июня 2009 года № Б-159 и № Б-160.

## История

### До 1917 года
На территории, которая ныне входит в Лепельский район, люди живут с давних времён.
Первые поселения древних людей на территории Лепельского района появились в эпоху мезолита (среднекаменного века). Стоянки эпохи мезолита (9-6 тыс. до н. э.) обнаружены учёными археологами на юго-западном берегу Лепельского озера в урочище Песчаница. При раскопках найдены многочисленные орудия труда: скребки, резцы, ножи, топор и др. Стоянки более позднего периода эпохи неолита (4000 до н. э. — 2000 н. э.) найдены на острове Лепельского озера, в устье реки Эссы, на южном берегу озера Оконо. На стоянке Береща-1 под Лепелем на севере Витебской области нашли кости человека, сложенные особым образом, что может указывать на магический обряд останки эпохи неолита. Также там нашли остатки посуды, кремнёвые и костяные орудия труда усвятской, северо-белорусской, гребенчато-ямочной, нарвской и нарочанской культур.
В X—XII веках лепельские земли входили в состав Полоцкого княжества, а позже — в состав Великого княжества Литовского.
Первые летописные упоминания о Лепеле относятся к 1439 году. Расположенный на пути «из варяг в греки», Лепель издревле имел стратегическое значение, которое и определило его многовековую историю. В ходе бесчисленных войн за право владения краем город не раз подвергался разграблению и разорению, а Лепельский край — опустошению, но всякий раз Лепель возрождался.
В 1586 году земли, включающие в себя Лепель приобрёл Лев Сапега у Виленской католической кафедры и стал инициатором переноса всех важнейших архитектурных сооружений (замок, православная и католическая церкви), на другой берег реки. С тех пор Лепель начал своё новое развитие и не менял местонахождения, а о его первоначальном расположении напоминает лишь деревня Старый Лепель, которая сохранила прежнее название.
В новую историю Лепель вступил уже в качестве города, жители которого были наделены правом самоуправления. 5 апреля 1805 года по указу Александра I местечко Лепель получило статус уездного города Витебской губернии. Строительство в 1797—1805 г. г. Березинской водной системы, соединившей главнейшие водные транспортные артерии того времени — Днепр и Западную Двину, способствовало развитию города, превращению его в значительный экономический и культурный центр на севере нынешней Белоруссии.
В 1864 году в Лепеле была 1 часовня, 3 православных церкви, 1 деревянная католическая церковь, 4 синагоги, 4 завода, 38 кирпичных и 562 деревянных дома. Из заводов: 1 кожевенный, 1 пивоваренный и 2 кирпичных. В 1844 году в городе был построен Преображенский собор (разобран после Великой Отечественной войны).
К концу XIX в. в Лепеле проживало более 6 тыс. человек. Развивалось сельское хозяйство и промышленность. В Лепельском уезде действовали кожевенный, 2 кирпичных и пивоваренный заводы, картонная фабрика, 11 винодельческих заводов и 47 мельниц. Однако по-прежнему ведущее место в экономике занимала заготовка и торговля лесом.
С 1814 года работала школа Березинского канала, где в конторе в 1833—1839 г. г. работал белорусский и польский поэт Ян Чечот.
В Лепельском дворянском училище, открытом в 1830 году, преподавал Л. Юцевич, литовский историк и этнограф.
На рубеже XIX и XX веков в результате строительства десятков тысяч километров железнодорожных путей по направлению к Чёрному и Балтийскому морям Березинская водная система полностью утратила своё экономическое значение. Сегодня это мощнейшее по тем временам гидротехническое сооружение является историческим памятником.
Не обошли лепельскую землю войны и репрессии начала XX века. Только за период с 1920 по 1950 год в Лепельском районе более 800 человек были расстреляны или умерли в местах заключения. Среди них уроженец Лепельщины — поэт Тодор Кляшторный.
На Лепельщине родился и жил полный георгиевский кавалер Конопко Доминик Викентьевич.

### В составе СССР
Советская власть на Лепельщине была установлена в течение двух дней в ноябре 1917 г. В 1918 г. территория района была оккупирована немецкими войсками.
С осени 1919 г. по май 1920 г. часть Лепельского района была оккупирована польскими войсками.
В 1920—1930-х годах в Лепельском районе работали леспромхоз, мыловаренный завод, кузницы, артель по производству растительного масла, скипидарный и смолокуренный заводы, кирпичные заводы, типография, ремонтный завод, льнозавод.
В 1925 году строился участок железной дороги Орша — Лепель.
В начале 1930-х годов созданы три МТС.
21 ноября 1930 года вышел 1-й номер районной газеты «Калгасная праўда» (сейчас называется «Лепельскі край»).
Широкую известность в начале XX века получило хозяйство «Фатынь» известного садовода-селекционера Иосифа Мороза. На территории усадьбы располагался дендрарий, зоосад, пчелопасека. Его хозяйство было признано лучшим хозяйством края.

### В годы Великой Отечественной войны
После разгрома основных сил советского Западного фронта в Белостокском и Минском «котлах» немецкие войска группы армий «Центр» вышли на оперативный простор и начали продвижение к линии рек Западная Двина и Днепр. Лепель, в районе которого располагались крупные военные склады, обороняли только курсантский полк Лепельского артиллерийско-миномётного училища (дислоцировалось в посёлке Боровка), а также отошедшие на восток отдельные подразделения и пограничники. Возглавил оборону начальник Лепельского гарнизона генерал-майор Б. Р. Терпиловский. На рассвете 2 июля 1941 года немецкая авиация совершила первый налёт на Лепель, а к вечеру к городу подошёл передовой отряд немецкой 7-й танковой дивизии и начал обстрел со стороны деревни Стаи.
3 июля 1941 года Лепель был занят противником. На следующий день немецкие войска переправились через р. Улла и продолжили наступление на восток. Группа генерал-майора Б. Р. Терпиловского приняла участие в обороне Витебска, затем уцелевшие курсанты были направлены в Барнаул — место новой дислокации училища.
6-10 июля 1941 года советские войска предприняли наступление на Лепельском направлении (так называемый «Лепельский контрудар»), которое закончилось провалом.
Евреи Лепеля, не успевшие эвакуироваться, были согнаны нацистами в гетто. В августе 1941 года в город приезжала немецкая айнзацкоманда 9 под командованием А. Фильберта, которая провела акцию уничтожения более 100 местных евреев В феврале 1942 года были убиты последние лепелькие евреи.
Во время оккупации город формально входил в состав генерального комиссариата «Белорутения», фактически управлялся военной администрацией «Тылового района группы армий «Центр» «Белоруссия».
На территории льнокомбината в городе разместили пересыльный лагерь для военнопленных, также в городе были размещены немецкая диверсионно-разведывательная школа, одна из групп тайной полевой полиции, дислоцировалось одно из подразделений айнзатцкоманды 9 айнзатцгруппы Б, в 1943 г. в г. Лепель и в Лепельский район были эвакуированы все органы власти Локотского самоуправления и орловских коллаборационистов со значительной активной частью мирного населения, Локотской конный завод, произведено перебазирование всех частей Русской освободительной народной армии (всего — от 30 до 70 тысяч человек). На территории Лепельского района велись попытки создать  «Лепельскую республику» с центром в г. Лепель.
Надо отметить, в годы войны значительное число жителей Лепеля и района боролось с немецкими оккупантами в составе партизанских бригад Полоцко-Лепельской партизанской зоны. Командовал Полоцко-Лепельским партизанским соединением с октября 1943 года В. Е. Лобанок, одновременно являвшийся первым секретарём Лепельского подпольного РК КП(б)Б.
Лепель был освобождён 28 июня 1944 года в ходе Витебско-Оршанской операции войсками 1-го Прибалтийского и 3-го Белорусского фронта.

### После войны
Восстановление города шло быстрыми темпами. Возводились заводы, фабрики. Строилось жильё, школы, детские сады. Восстановлена железная дорога Лепель — Орша. Большинство объектов было построено именно при Советской власти, так как в основном город был уничтожен немецкими оккупантами.
27 сентября 1989 года Лепельский городской и Лепельский районный Советы народных депутатов объединены в один Лепельский городской Совет народных депутатов. Лепельский район сохранён как административно-территориальная единица, с подчинением сельских Советов народных депутатов этого района Лепельскому городскому Совету народных депутатов.

### В составе Республики Беларусь
28 марта 2005 года Лепельский район и город Лепель объединены в одну административно-территориальную единицу — Лепельский район с административным центром город Лепель.
Указом Президента Республики Беларусь № 277 от 2 июня 2009 года утверждены герб и флаг города Лепеля.
В 2010 году в связи с празднованием 65-й годовщины Победы советского народа в Великой Отечественной войне и в целях увековечивания подвига воинов Красной Армии, партизан и подпольщиков Лепель награждён вымпелом «За мужнасць і стойкасць у гады Вялікай Айчыннай вайны» (Указ Президента Республики Беларусь от 19 апреля 2010 года № 189).
Сегодня здесь активно развиваются предприятия, сфера торговли. Активное жилищное строительство постоянно увеличивает площадь города. Среди наиболее обсуждаемых перспектив города являются бассейн, ледовая арена, гостиничный комплекс, железнодорожное сообщение со станции Крулевщина, реконструкция Березинской водной системы.

## Население
Численность населения — 16 895 человек (на 1 января 2025 года).
| Численность населения:                                                                          |
| Графики недоступны из-за технических проблем. См. информацию на Фабрикаторе и на mediawiki.org. |

Население — 17 106 человек (на 1 января 2024 года).
| Год         | 1939  | 1959  | 1970   | 1979   | 1989   | 2006   | 2016   | 2018   | 2023    | 2024    | 2025    |
| ----------- | ----- | ----- | ------ | ------ | ------ | ------ | ------ | ------ | ------- | ------- | ------- |
| Численность | 13784 | ▼9683 | ▲13109 | ▲16479 | ▲19087 | ▼17884 | ▼17690 | ▲17828 | ▼17 182 | ▼17 106 | ▼16 895 |

В 1939 году в Лепеле проживало 8117 белорусов, 2796 русских, 1919 евреев, 577 украинцев, 217 поляков, 158 представителей прочих национальностей. В 1959 году в Лепеле проживало 7827 белорусов (80,83%), 1157 русских (11,9%), 411 евреев (4,24%), 166 украинцев (1,71%), 65 поляков (0,67%), 15 татар, 42 представителя прочих национальностей.
В 2017 году в Лепеле родилось 182 и умер 201 человек. Коэффициент рождаемости — 10,2 на 1000 человек (средний показатель по району — 9,5, по Витебской области — 9,6, по Республике Беларусь — 10,8), коэффициент смертности — 11,3 на 1000 человек (средний показатель по району — 13,9, по Витебской области — 14,4, по Республике Беларусь — 12,6).

## Экономика
В городе действуют следующие предприятия:
- Лепельский молочно-консервный комбинат
- Лепельский хлебозавод
- Лепельский электромеханический завод
- Лепельский комбикормовый завод
- Лепельский ремонтно-механический завод
- Лепель ПДО(швеймебель)
- Лепельский лесхоз
- ПМК
- Льнозавод
- Лепельская ГЭС

## Транспорт

### Автомобильный транспорт
Город Лепель — автомобильный транспортный узел. По восточной границе города проходит магистраль М3. Помимо этого, Лепель связан сетью автодорог с другими городами Республики: Р15 (Кричев — Орша — Лепель), Р46 (Лепель — Полоцк — граница Российской Федерации), Р86 (Богушевск (от M8) — Сенно — Лепель — Мядель), Р116 (Ушачи — Лепель),
Лепель — Улла — Городок.
Автовокзал Лепеля обслуживает автобусы более чем 15 направлений, в том числе на Минск, Витебск, Полоцк, Новополоцк, Санкт-Петербург, Москву, Таллин, Бобруйск, Гродно, Барановичи, Борисов, Верхнедвинск, Докшицы, Ушачи, Новолукомль, Оршу.

### Железнодорожный транспорт

Лепельский железнодорожный вокзал

В городе есть действующий железнодорожный вокзал. Железная дорога связывает Лепель с Оршей. Дважды в сутки по будням и трижды по выходным и праздничным дням между городами курсирует пассажирский дизель-поезд.
Перспективным является сообщение со станцией Крулевщина.

### Речной транспорт
Березинская водная система (ныне не используется), озёрные прогулки осуществляются по Лепельскому озеру.

### Воздушный транспорт
В 1960-х годах XX-го века существовал аэропорт, с которого выполнялись регулярные рейсы в Минск, Витебск, Чашники, Полоцк.

### Городской транспорт
Городской общественный транспорт представлен автобусами.

## Образование

Ранее — школа №4 в Лепеле

В Лепельском районе имеется 36 учреждений образования и спорта, среди которых:
- 2 средние школы и 1 гимназия
- Лепельский государственный аграрно-технический колледж[31]
- Лепельский государственный профессиональный лицей[32]

## Культура

Лепельская школа искусств

В городе действует краеведческий музей. Функционируют музеи в средней школе № 1, средней школе № 3, гимназии. Так, в средней школе № 1 экспозиции посвящены В. Е. Лобанку, И. А. Нападовскому и др.
При станции Лепель имеется музей железнодорожного участка Лепель — Орша.
Функционируют Дом ремёсел и Дом культуры.
На берегу Лепельского озера расположен Центральный парк - излюбленное место отдыха жителей города.

## События и мероприятия

### События
- 28 мая 2019 года Лепель принял эстафету огня II Европейских игр

### Мероприятия
- Проводится конкурс «Матчыны кросны».

## Достопримечательности

"Лепельский Цмок" на берегу одноимённого озера

- Церковь Святой Параскевы Пятницы (1841—1844) — деревянное здание
- Римско-католическая церковь Святого Казимира (1857—1876)
- Березинская водная система
- Склад виноочистки (1897)
- Православная часовня Святого Георгия (1900)
- Церковь в честь Рождества Христова
- Железнодорожное депо (конец XIX—начало XX вв.)
- Узел связи (1902)
- Католическое кладбище, в том числе брама (XIX в.) и часовня-надмогилье (XIX в.)
- Площадь Свободы (бывшая Соборная пл.)
- Старинное еврейское кладбище. Сохранившиеся могилы от 1812 года (возраст захоронений намного больше, так как ранее на могилах использовали в основном деревянные надгробия, поэтому многие могилы теперь утеряны). Могильные камни подписаны на древнееврейском языке.
- Ведьминская роща

### Памятник, скульптура
- Памятник В. И. Ленину
- Памятник Льву Сапеге (2010; скульптор Л. Г. Оганов)
- Мемориальная доска П. В. Ялугину

### Архитектурные формы
- Скульптура «Лепельский Цмок» на берегу Лепельского озера в городском парке (2013, скульптор Лев Оганов)

## Галерея

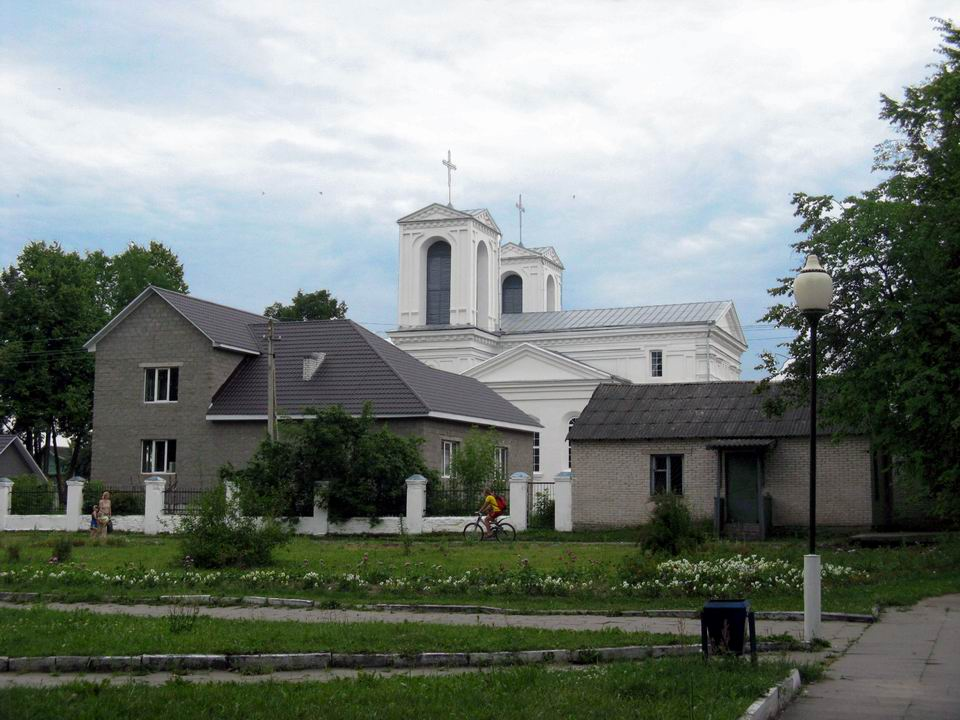
Центр города
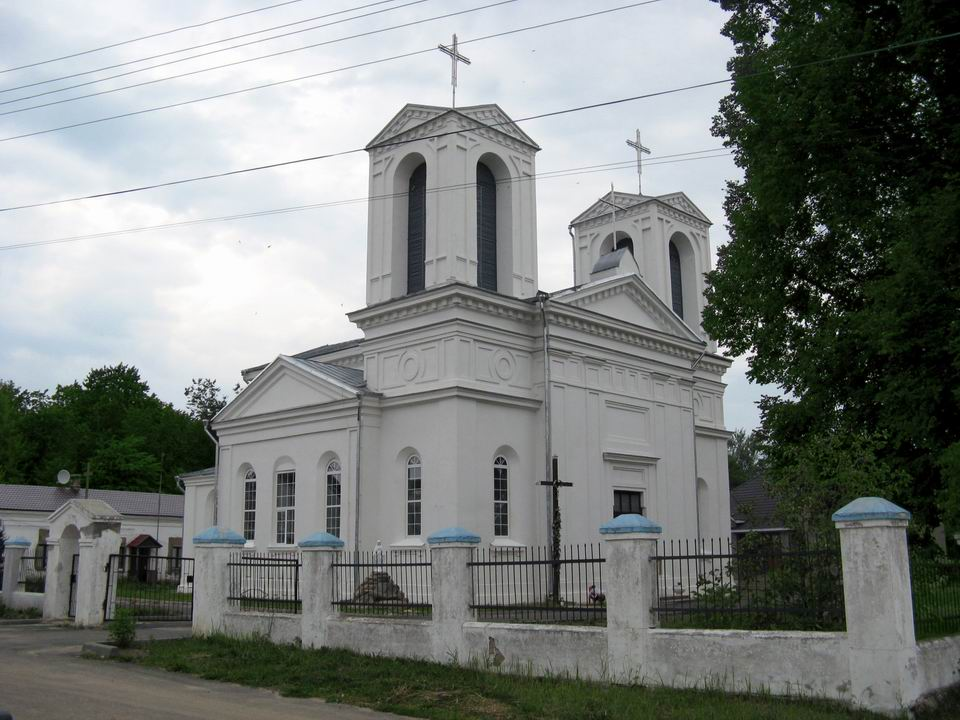
Римско-католическая церковь Святого Казимира
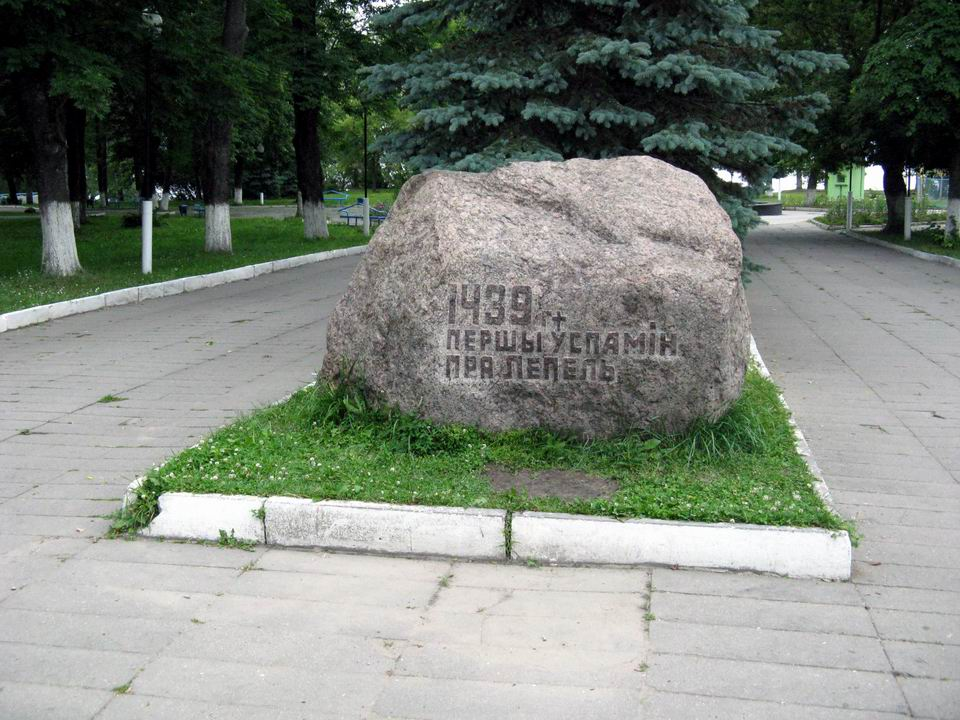
«Первое упоминание про Лепель»
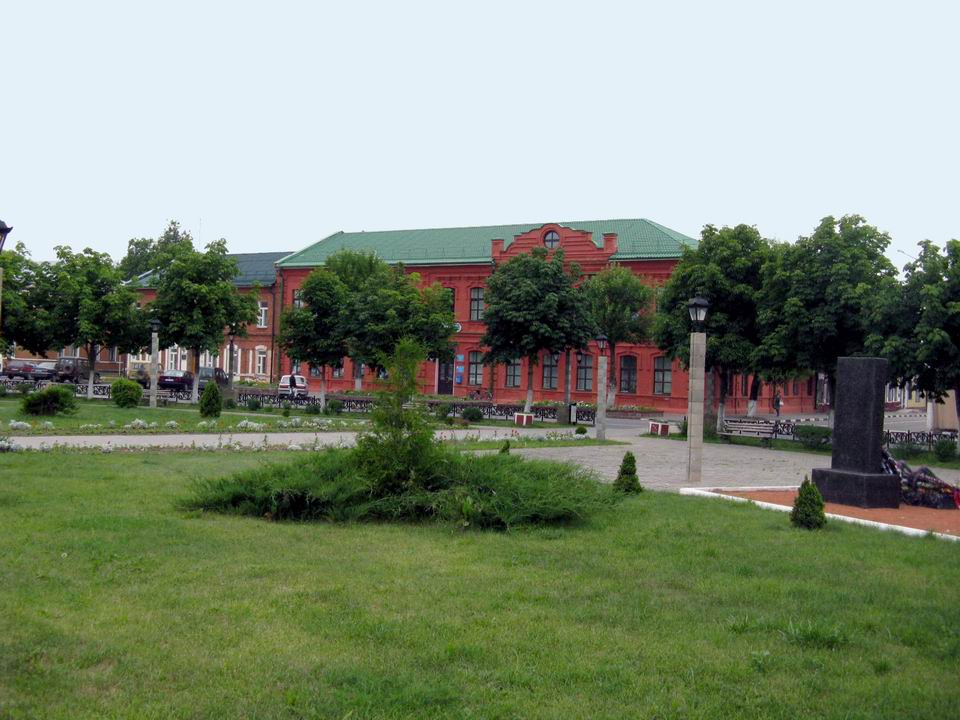
На центральной площади
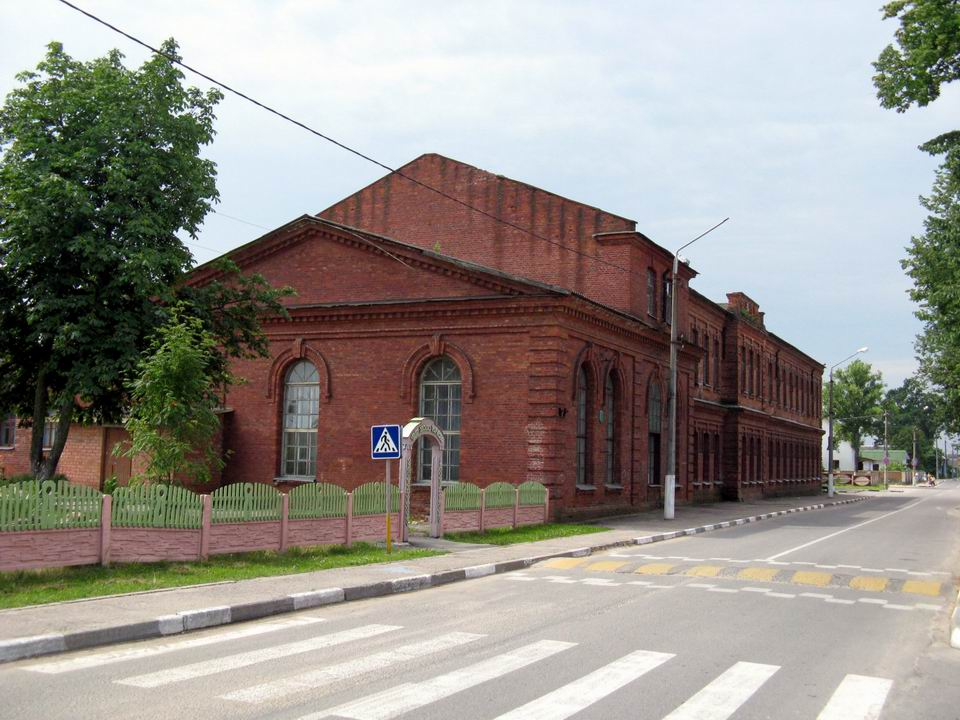
Здание бывших виноочистных складов (1896 г.)
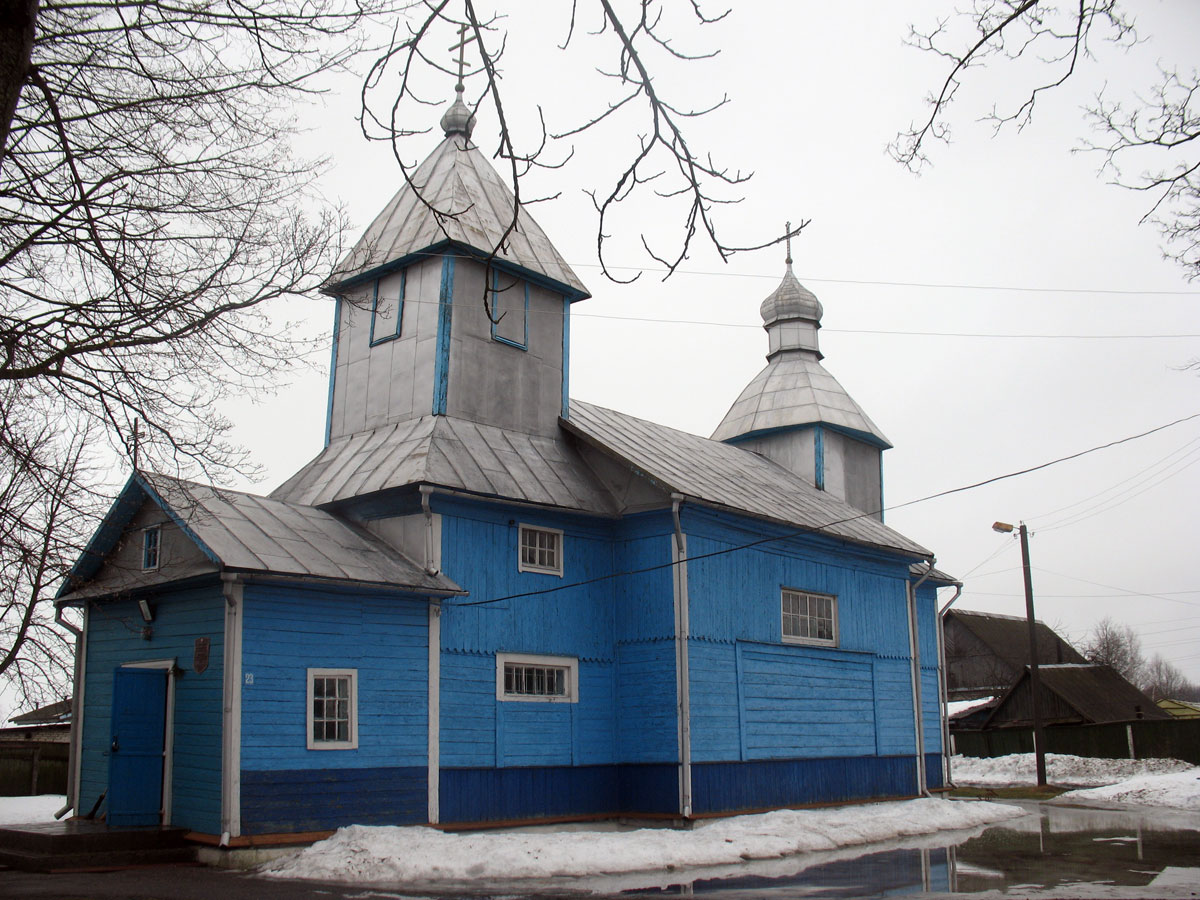
Церковь Святой Параскевы Пятницы
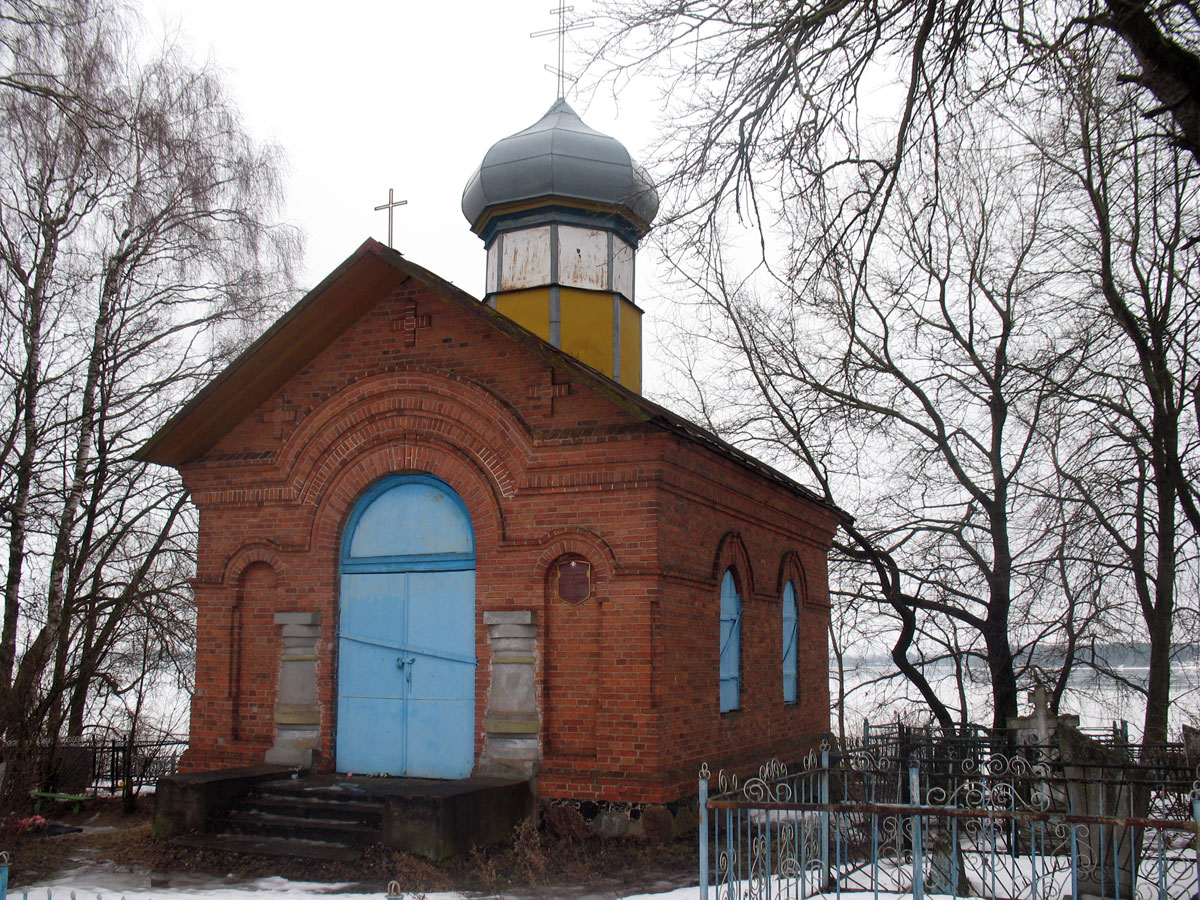
Свято-Георгиевская Церковь
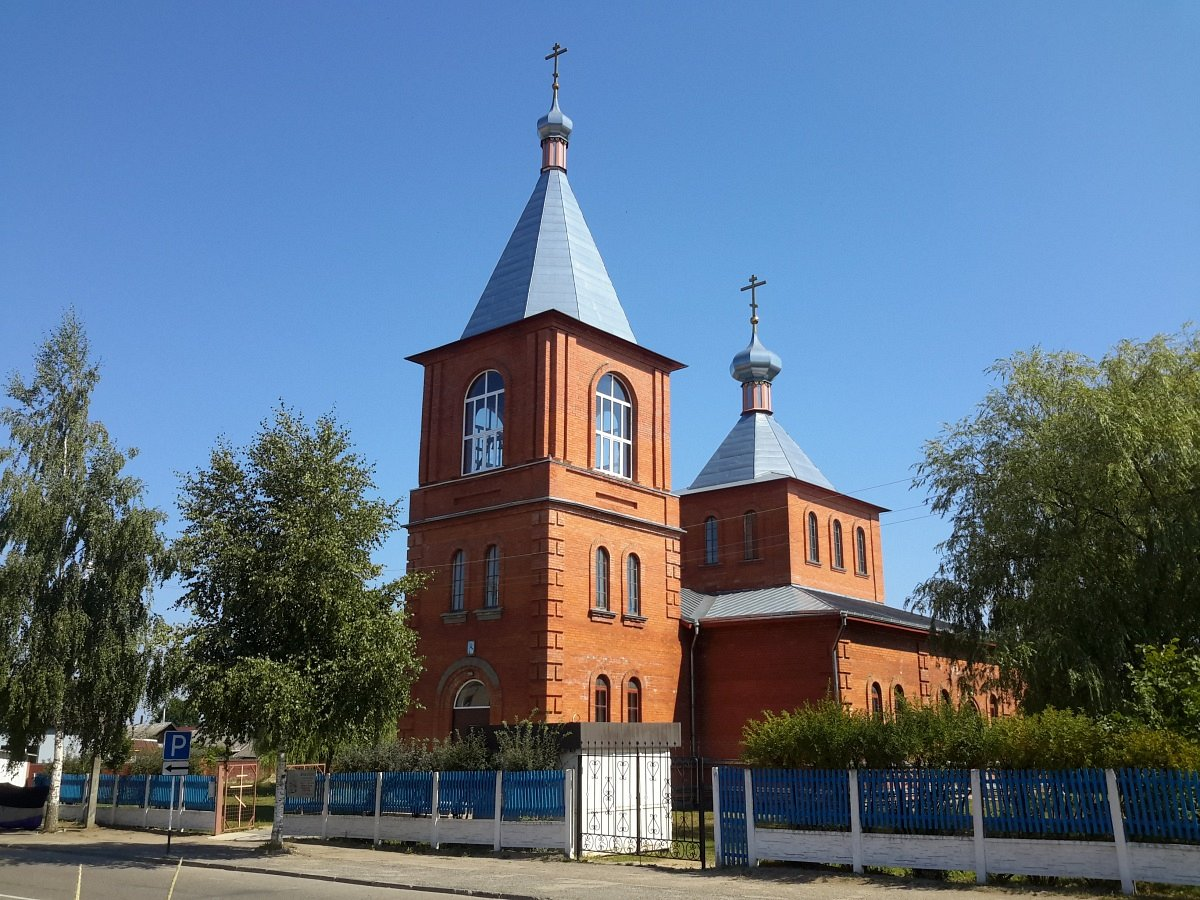
Церковь Рождества Христова

## Известные уроженцы и жители
- Бровка Пётр Устинович — народный поэт Беларуси, академик АН БССР
- Чечот Ян — белорусский поэт
- Мотыль Владимир Яковлевич — режиссёр